# 石硤尾駅
石硤尾駅（せっこうびえき）は、香港九龍深水埗区にある、香港鉄路（港鉄（MTR））観塘線の駅である。

## 駅構造
島式ホーム1面2線の地下駅。

### 駅階層
| G 地面        | -                              | 出口                                      |
| L1 コンコース | コンコース                     | サービスセンター、駅商店、自動券売機、ATM |
| L2 ホーム     | ❶番線                          | →■観塘線調景嶺方面→                       |
| L2 ホーム     | 島式ホーム、左側のドアが開く。 |                                           |
| L2 ホーム     | ❷番線                          | ←■観塘線黄埔方面                          |

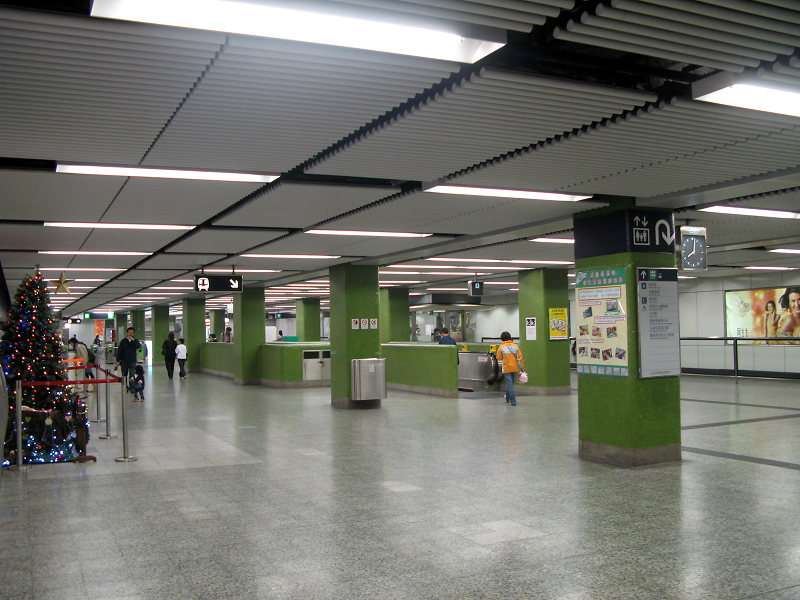
コンコース
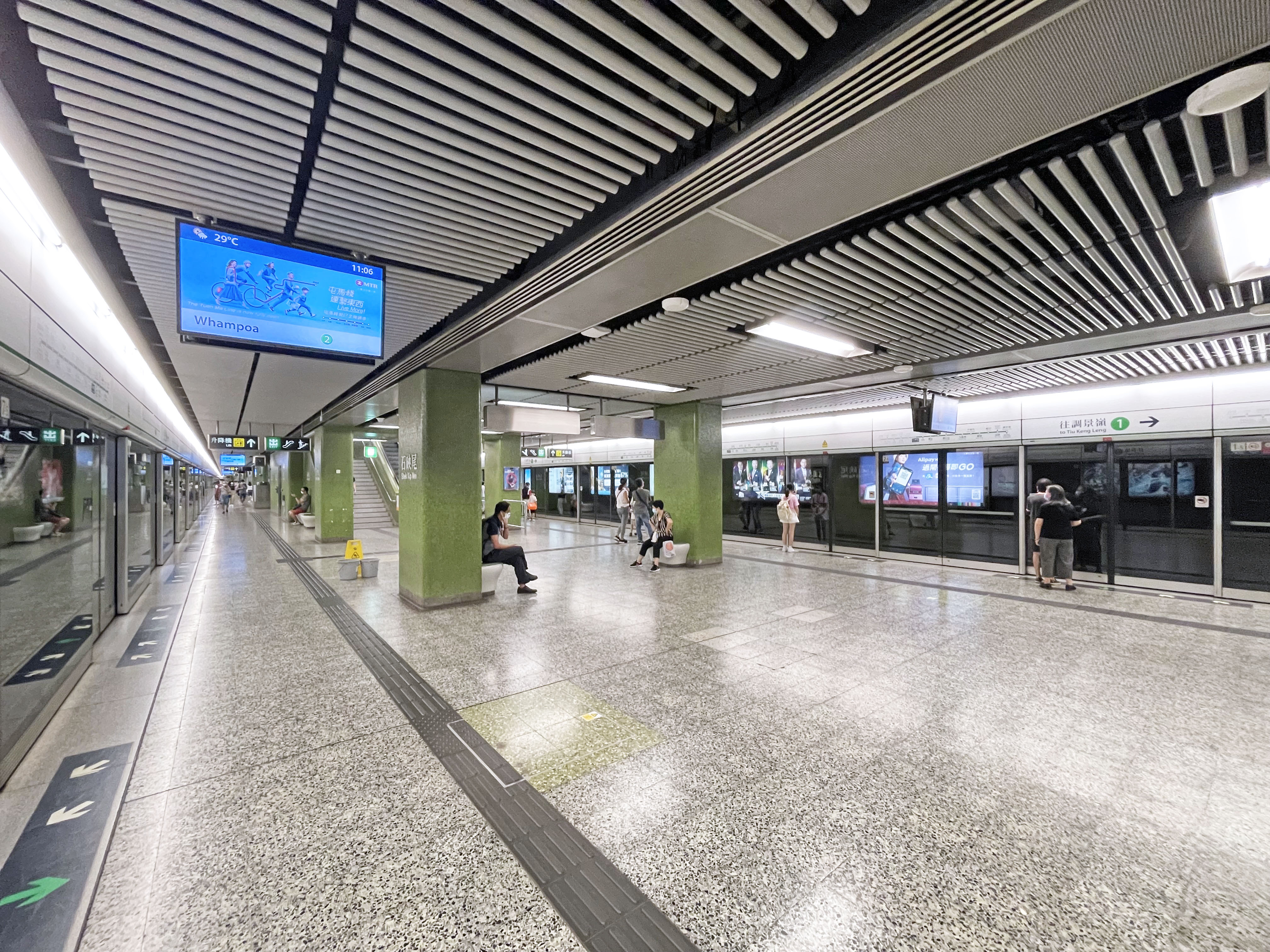
ホーム

### 駅コンコース
駅商店・自動サービス
- 駅商店
  - 7-Eleven
  - A1 Bakery
  - 鴻福堂健康快線
  - Color
- 自動サービス
  - 恒生銀行ATM
  - 中国銀行（香港）ATM服務中心
  - 自動販売機
  - 郵箱 (番号：566)

### 出口
| 出口番号     | 目的地 | 目的地 |
| ------------ | ------ | --- |
| 出口 · A     | 南昌街 | 香港青年旅舍協会、路徳会失明者中心、銘賢書院、南昌街、石硤尾社区会堂、石硤尾邨、石硤尾健康院、石硤尾街市、自閉症人士福利促進会、香港新聲会   |
| 出口 · B · 1 | 窩仔街 | 大坑東宣道小学、香港宣教会恩磐堂、協康会、香港單親協会、聖方濟各堂、聖方濟各英文小學、大坑東社区中心、棠蔭街、匯基書院、窩仔街               |
| 出口 · B · 2 | 窩仔街 | 香港路徳会協同神学院、女青又一村会所、南山邨、大坑西邨、大坑東邨、又一村                                                                     |
| 出口 · C     | 偉智街 | 香港盲人輔導会、上智英文書院、新生会大楼、白田邨、香港慧進会、石硤尾邨、石硤尾公園体育館、石硤尾公園遊楽場、撒瑪利亜防止自殺会、偉智街、龍耳 |
| 出口 · C     | 偉智街 | 設有輪椅升降台、斜道及失明人士引導徑往返地面                                                                                                 |

## 駅周辺
- 中華基督教会銘賢書院

## 交通
バス
- 九龍バス：
  - 2C、2D、6D
- 新世界第一バス：
  - 702
- トンネルバス：
  - 104

ミニバス
- 專線ミニバス：

- - 2、9M、12、30B、32M、41A、41M

## 歴史
- 1979年10月1日 - 開業。

## 隣の駅
香港鉄路
■観塘線
太子駅 - 石硤尾駅 - 九龍塘駅